# Adya van Rees-Dutilh
Adrienne (Adya) Catherine van Rees-Dutilh (ur. 7 czerwca 1876 w Rotterdamie, zm. 11 października 1959 w Utrechcie) – holenderska artystka tekstylna, malarka i graficzka; członkini ruchu dadaistycznego w Zurychu i jedną z pierwszych sygnatariuszek pierwszego berlińskiego Manifestu Dada.

## Życiorys
Urodziła się jako druga córka w zamożnej rodzinie z Rotterdamu. W latach 1886–1890 pobierała lekcje rysunku u Barbary van Houten w Hadze, a w latach 1896–1900 u Ernesta Blanc-Garina w Brukseli. Tutaj doskonaliła swój styl rysowania i uczyła się posługiwać różnymi technikami. W Brukseli obracała się w kręgach lewicowo-libertyńskich oraz rozwijała idee antyburżuazyjne i antykapitalistyczne.
Około 1900 osiedliła się w Gooi. W tym czasie na różnych wystawach pokazywała swoje realistyczne prace, w tym wiele portretów i sztukę użytkową. Około 1904 zamieszkała z partnerem artystą Otto van Reesem w dzielnicy Montmartre w Paryżu, gdzie żyli w komunie artystów znanej jako Bateau-Levoir.
W 1909 wyszła za mąż za Otto van Reesa i miała z nim trójkę dzieci. 
Po urodzeniu pierwszych dwóch córek zaczęła koncentrować się na tworzeniu abstrakcyjnych gobelinów i haftów. W 1913 wróciła do rysunku i malarstwa. Swoje abstrakcyjne prace wystawiała m.in. w Rotterdamie (1910), Amsterdamie (1912) i Berlinie (1913). Jej prace były również pokazywane i sprzedawane w Stanach Zjednoczonych. Rysunek Fantomas (1914) został opublikowany na okładce awangardowego niemieckiego magazynu "Die Aktion".
Adya przeszła na katolicyzm w 1914, a religia miała odzwierciedlenie w jej sztuce i twórczości.
W czasie I wojny światowej mieszkała w Szwajcarii i Francji. W Zurychu małżeństwo współpracowało z artystą Hansem Arpem. W 1915 w Galerii Tanner w Zurychu, stworzyli z nim wystawę, która powszechnie uważana jest za początek dadaizmu. W 1918 znaleźli się wśród sygnatariuszy pierwszego berlińskiego Manifestu Dada. W latach 20. XX w. Dutilh zaprojektowała szereg dadaistycznych plakatów w technice kolażu.
Później przeprowadziła się do Paryża, gdzie była związana z artystyczną grupą Cercle et Carré.
Jej relacja z Ottem znacznie się pogorszyła i na początku 1938 zdecydowali się na separację, lecz pozostali w kontakcie. Po wojnie Adya wróciła do Holandii i po wielu przeprowadzkach zamieszkała w końcu z mężem i żyła z nim aż do jego śmierci w 1957. Jej wzrok uległ znacznemu pogorszeniu i nie była w stanie już pracować.
Jest jedną z pierwszych holenderskich artystek, która stworzyła całkowicie abstrakcyjne prace.